# Les Cluses
Les Cluses is een gemeente in het Franse departement Pyrénées-Orientales (regio Occitanie) en telt 219 inwoners (1999). De plaats maakt deel uit van het arrondissement Céret.

## Geografie
De oppervlakte van Les Cluses bedraagt 8,7 km², de bevolkingsdichtheid is 25,2 inwoners per km². De gemeente ligt in Vallespir.

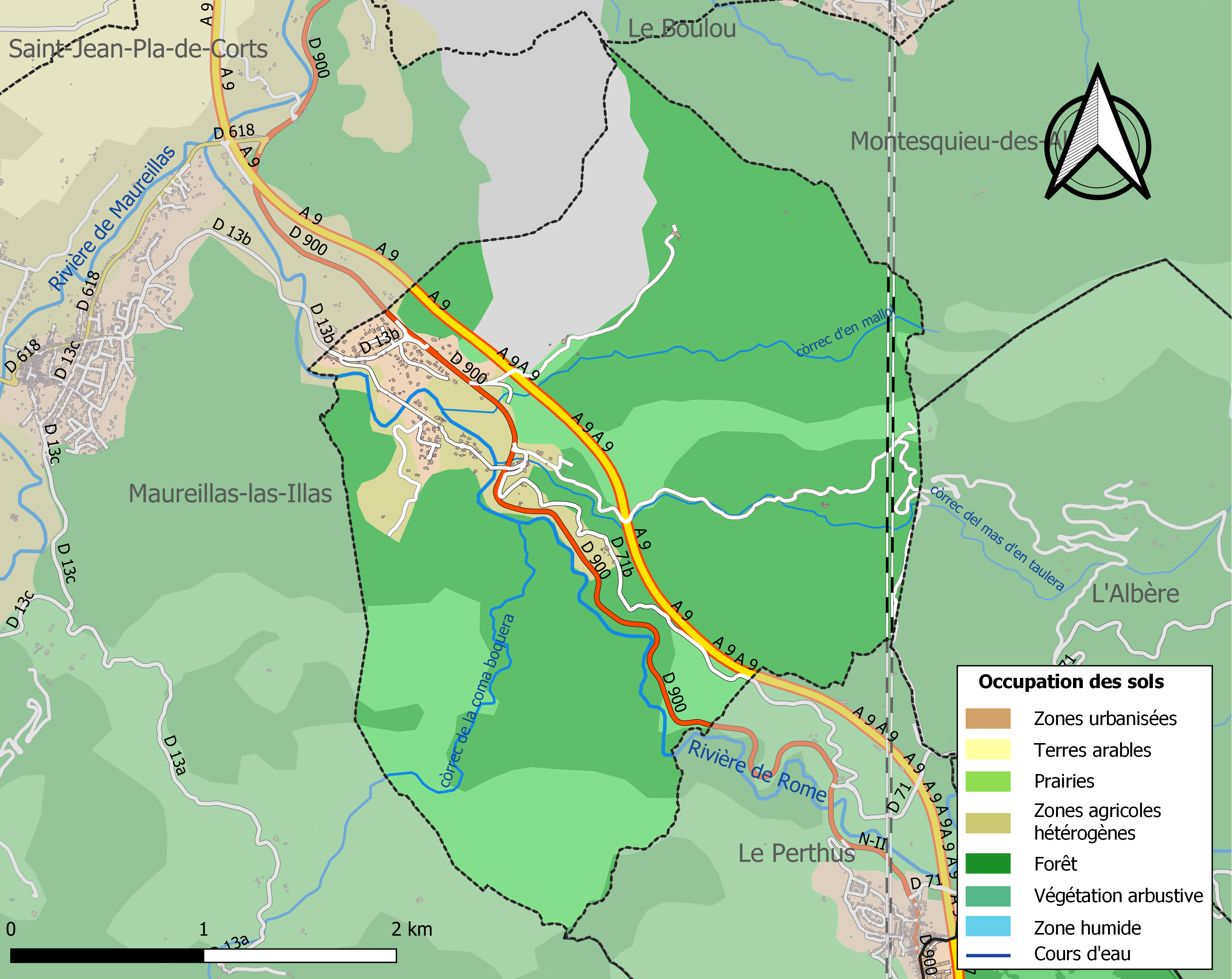
Kaart van de gemeente met de belangrijkste infrastructuur, bodemgebruik en omliggende gemeenten

## Demografie
Onderstaande figuur toont het verloop van het inwonertal (bron: INSEE-tellingen).